# Jüdische Gemeinde Iphofen
Die Jüdische Gemeinde Iphofen war eine Israelitische Kultusgemeinde in der heutigen Stadt Iphofen im unterfränkischen Landkreis Kitzingen. Die Gemeinde bestand seit dem 13. Jahrhundert mit Unterbrechungen bis zum Jahr 1683. Die jüdische Bevölkerung Iphofens war häufigen Ausweisungen und Verfolgungen ausgesetzt. Erst in der zweiten Hälfte des 19. Jahrhunderts siedelten wieder Juden in der Stadt, bildeten allerdings keine eigene Gemeinde.

## Geschichte

### Die jüdische Gemeinde im Mittelalter (bis 1451)
Erstmals erwähnt wurden Juden in Iphofen bereits im Jahr 1293. Bischof Manegold von Würzburg setzte den Juden Michelmann als „procurator und dispensator“ (etwa Aufseher) ein, der die Errichtung der Mauer des zur Stadt erhobenen Iphofens vorantreiben sollte. Michelmann erhielt vom Bistum weitere Vergünstigungen, so war er vier Jahre lang von allen Steuern befreit. Seine Familie erhielt außerdem fünf Meilen Geleit, wenn sie sich außerhalb der Stadt aufhielten.
Am 24. Juni 1298 kam es auch in Iphofen zum sogenannten Rintfleisch-Pogrom gegen die Juden. In der Stadt starben 25 Personen jüdischen Glaubens aus zehn verschiedenen Familien. Als eine Art Rechtfertigung für die Geschehnisse etablierte sich nach dem Pogrom die Hostienfrevellegende, wonach man nach der Tötung der Juden einige geschändete Hostien unterhalb des Judenhauses gefunden habe. Die Erscheinung eines Knaben und einer leuchtenden Frau hätten zum Auffinden der Hostie geführt. Durch diese Legende etablierte sich eine Wallfahrt.
Nach den Verfolgungen während des Rintfleisch-Pogroms verblieben allerdings dennoch einige Juden in Iphofen. Im Jahr 1332 wurde Jakob von Hammelburg als Jude in der Stadt genannt. Einige Jahre später, 1336, kam es zu den sogenannten Armleder-Verfolgungen gegen die Gemeinde. Wahrscheinlich wurde auch der Jude Pinher von Iphofen im Zuge der Verfolgungen nach Nürnberg vertrieben, wo er 1338 nachgewiesen ist.
Im Jahr 1346 wurde ein „Gotzo dictus Gotfrit (...) in vico Judeorum“ (Gotzo genannt Gotfrit im Viertel der Juden) in Iphofen genannt. Wenige Jahre später, 1348/1349, wurde die jüdische Bevölkerung wiederum verfolgt. Sie wurde für die Pest verantwortlich gemacht, die Iphofen damals heimsuchte. Allerdings blieben viele Juden weiterhin ansässig und wohnten im vierten Viertel, am Eiermarkt und im ersten Viertel und unterhielten eine eigene Synagoge. 
Die Würzburger Bischöfe, die die Stadtherren von Iphofen waren, gingen höchst unterschiedlich mit der jüdischen Minderheit um. Die Iphöfer Juden waren auch dem Rat der Stadt unterstellt, so mussten sie am 1. Mai die sogenannte Judensteuer zahlen und dem Stadtherren einen Eid schwören. Während der Bischof Johann I. von Egloffstein die Ansiedlung von Juden begünstigte, plante sein Nachfolger Johann II. im Jahr 1428 die Vertreibung.
In der Mitte des 15. Jahrhunderts lebten wieder viele Juden in Iphofen. Neben Feydel, der bereits 1430 hier gesessen hatte, gab es die Juden Abraham, Eberlein, Gumplein, Henne, Joseph, Kallman, Moses, Sanderman und Jacob sowie weitere jüdische Familienvorstände in der Stadt. Der jüdische Wohnbereich lag in der Judengasse, die heutige Obere Gasse. Viele Juden waren aus den umliegenden Ortschaften zugezogen. 1451 wurde die große Gemeinde wiederum vertrieben.

### In der Frühen Neuzeit (bis 1683)
Erst im Jahr 1548 lebte wieder ein jüdischer Tuchhändler in der Stadt. Bereits im Jahr 1555 drohte allerdings der Schultheiß des Fürstbischofs von Würzburg, die Juden „aus der Stadt zu jagen, wenn sie sich nicht billich verhilten“. Die Ausweisung im Zuge der Rekatholisierungsmaßnahmen der Fürstbischöfe Friedrich von Wirsberg und Julius Echter von Mespelbrunn geschah 1565. Das Verbot wurde allerdings nicht immer streng eingehalten.
Für das Jahr 1623 sind wiederum fünf Schutzjuden im hochstiftischen Amt Iphofen nachgewiesen. In der zweiten Hälfte des 17. Jahrhunderts kam es zu weiterem Zuzug. Auch eine Synagoge wurde wieder eingerichtet. Im Jahr 1674 verfasste Pfarrer Johannes Stumpf eine neue Version der Hostienlegende. Nun sollen die Juden die Hostie von einem christlichen Bürger erworben und mit Messern auf sie eingestochen haben. Die Hostie begann zu bluten und die Juden wurden entdeckt. Die Neuauflage förderte neue Vorurteile gegen die Juden.
Im Jahr 1683 erwirkte der Rat der Stadt neuerlich die Ausweisung der Juden aus Iphofen. Ein Großteil der Bevölkerung, wandte sich, allerdings ohne Erfolg, in einem Brief an den Fürstbischof und setzte sich für die Juden ein. Sie seien nie eine Belastung für das Zusammenleben gewesen, hätten im Gegenteil in der Zeit nach dem Dreißigjährigen Krieg eng mit den Christen zusammengearbeitet und die verarmte Stadt wieder mit aufgebaut.
Nachdem keine Juden mehr in Iphofen lebten, löste man im 18. Jahrhundert den Hostienkult auf und die Frevellegende trat in den Hintergrund. Stattdessen war das neue Ziel der Wallfahrer ein Gnadenbild und die Fünfwundenlegende. 1684 wurde dennoch der Handel mit den Juden verboten, später wurde dieses Verbot wieder gelockert. Ab dem 23. Januar 1715 wurden endgültig keine Juden mehr in Iphofen aufgenommen.

### Antijudaismus und Antisemitismus in der Neuzeit
Im 19. Jahrhundert lebten keine Juden in Iphofen. Dennoch kam es vermehrt zu antijudaistischen Entwicklungen. 1883 siedelte sich Eugen Lax in Iphofen an, er wurde vom Magistrat als Arzt an das städtische Krankenhaus berufen. Mit der Renovierung der Wallfahrtskirche zum Heiligen Blut im Jahr 1890 traten die Beschuldigungen gegen die Juden wieder in den Vordergrund. Der Fünfwundenheiland wurde wieder aus der Kirche entfernt. Außerdem erneuerte man den Gottesmordvorwurf.
Kurz nach der „Machtergreifung“ der Nationalsozialisten verpflichtete der Stadtrat den Künstler Richard Rother, zwei Tafeln zu fertigen, die im Frühjahr 1935 an den beiden Stadttoren aufgehängt wurden. Am Rödelseer Tor war die Büste des heiligen Kilian zu sehen und darunter einige Verse. Der Heilige solle die Iphöfer vor „(...) Rabläus und vor Jüden (...)“ schützen. Über dem zweiten Tor war ein Bauer mit entblößtem Unterleib zu sehen, der den Juden in einem Vers Betrug unterstellte.
Die Schilder erhielten nicht nur Zustimmung. Eine deutsche Zeitschrift in Miami berichtete über die Schilder und löste dadurch empörte Reaktionen aus. Der Bürgermeister leitete die Briefe, auch von deutschen Einsendern, in denunziatorischer Absicht an den zuständigen Ortsgruppenleiter weiter. Zunächst verbot jedoch die Bayerische Politische Polizei in München die Schilder im Hinblick auf die Olympischen Spiele 1936.